# Justina (kejsarinna)
Justina, född 340, död 391, var en romersk kejsarinna, gift med kejsar Valentinianus I.  Hon var Romarrikets regent som förmyndare för sin son Valentinianus II mellan 383 och 388.

## Biografi
Justina var dotter till Justus, guvernör i Picenum, och dotterdotter till Julius Constantius. Enligt legenden umgicks hon med kejsarinnan Marina Severa, som också badade med henne och sade till sin make Valentinianus att Justina hade så vacker kropp att även Severina blev sexuellt attraherad av henne. Valentinianus ska efter detta ha blivit förälskad i henne och skilde sig 370 från Severa för att kunna gifta sig med Justina. 
Justina var arianskt kristen och var under sin regeringstid i religiös konflikt med den niceanskt kristna ärkebiskopen Ambrosius av Milano. År 387 anfölls Italien av den galliske motkejsaren Magnus Maximus, och Justina flydde med sin son och sin dotter Galla från Italien till Thessaloniki, där de fick beskydd av den östromerske kejsaren. Denne blev förälskad i Justinas dotter Galla, och Justina lovade honom då Galla i utbyte mot att han hjälpte dem att återinstallera Valentinianus som kejsare i Italien. Detta skedde också 388, när Thedodosius hjälpte Valentinius att invadera och återerövra Italien.  